# Super Bunny
Super Bunny, in copertina anche The Amazing Adventures of Super Bunny, è un videogioco pubblicato nel 1983 per Apple II e nel 1984 per Atari 8-bit e Commodore 64 dall'editrice californiana Datamost. Il protagonista è un coniglio che si trasforma in supereroe. L'edizione originale include un fumetto cartaceo sulla storia del personaggio.

## Modalità di gioco
Il giocatore controlla il coniglio in una schermata fissa che rappresenta cinque montacarichi in continuo movimento tra due pareti rocciose. Ogni montacarichi è una serie infinita di piattaforme che scorrono sempre verso l'alto oppure sempre verso il basso; i montacarichi adiacenti scorrono in versi opposti. Le azioni del giocatore consistono nel far balzare il coniglio a destra o sinistra tra un montacarichi e l'altro, evitando di sbattere contro le piattaforme e centrando con precisione gli stretti spazi tra l'una e l'altra, altrimenti si perde una vita e si ricomincia dalla posizione iniziale.
Alcune delle piattaforme sono occupate da nemici che non si spostano mai e inizialmente devono essere evitati. Ogni nemico è un diverso animale, ad esempio lupo, serpente, gufo o avvoltoio, oppure un mostro. Quando i nemici vengono trasportati dal montacarichi fuori dallo schermo, ricompaiono dal lato opposto, mentre per il coniglio uscire dallo schermo è letale.
Il coniglio inizia sulla parete sinistra e deve raggiungere la parete opposta, dove si trova una carota, sorretta da un'altra creatura che può spostarsi a tre diverse altezze. Una volta presa la carota, il coniglio si trasforma per un tempo limitato nel tipico supereroe con mantello. Quando è super, il coniglio può eliminare i nemici saltandogli addosso. Se non li elimina tutti in tempo deve prendere una nuova carota. Per completare un livello si devono sconfiggere tutti i nemici. Ci sono 6 livelli, con nemici sempre più fitti e tempo di trasformazione sempre più corto; inoltre nei livelli superiori possono esserci meno montacarichi, ma più larghi e con nemici più grossi.